# Barranc de l'Hostal
El Barranc de l'Hostal és un barranc de la Terra Alta.

## Coordenades
40° 58′ 51.12″ N, 0° 24′ 0.665″ E / 40.9808667°N,0.40018472°E